# خیابان تله

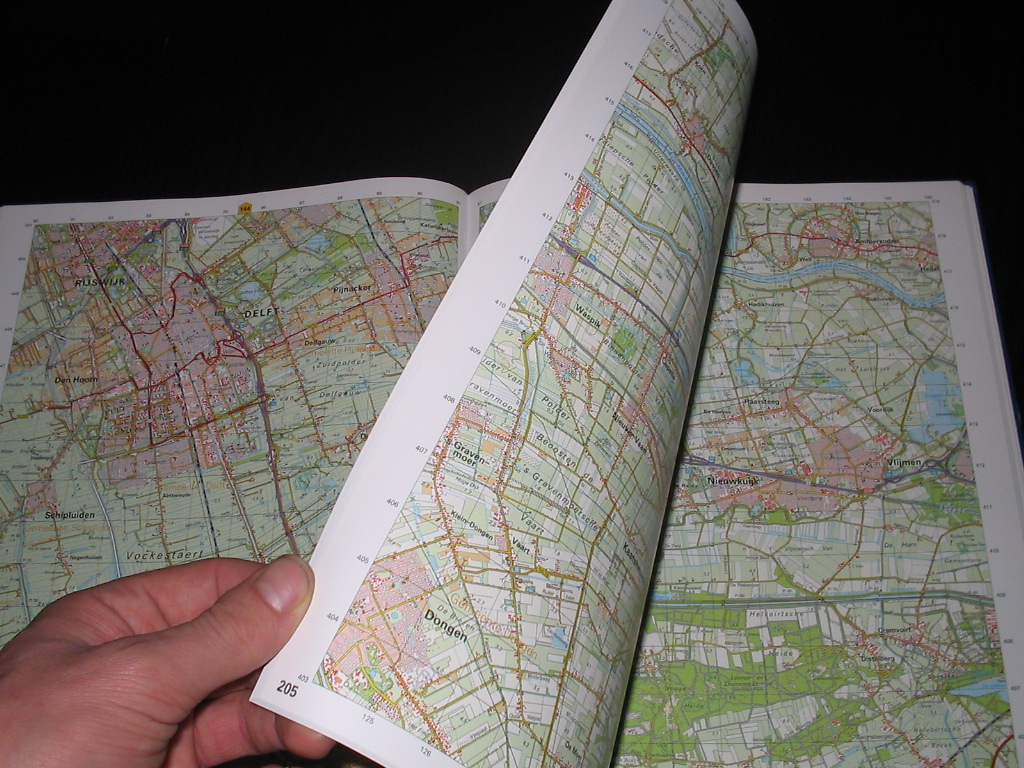
یک اطلس شهری در حال استفاده

در نقشه‌نگاری، خیابان تله یک ومدخل ساختگی به شکل خیابانی نادرست یا تحریف‌شده در نقشه (اغلب در خارج از محدوده پوشش اصلی) است. هدف از این کار، «به دام انداختن» کسانی است که ممکن است نقشه را بدون اجازه کپی کنند. در صورتی که فردی چنین نقشه‌ای را بدون اطلاع از این خیابان خیالی کپی کند، قادر نخواهد بود توضیح قانع‌کننده‌ای برای وجود آن در نقشه خود ارائه دهد. در نقشه‌هایی که مخصوص خیابان‌ها نیستند، عناصر خیالی دیگری مانند شهرهای غیرواقعی یا کوه‌هایی با ارتفاع نادرست ممکن است برای همین هدف درج یا تغییر داده شوند.
خیابان‌های تله اغلب خیابان‌هایی هستند که وجود ندارند، اما گاهی به‌جای افزودن یک خیابان کاملاً جعلی، نقشه ویژگی‌های یک خیابان واقعی را به‌گونه‌ای نادرست نمایش می‌دهد. این روش همچنان می‌تواند برای شناسایی ناقضان حق نسخه‌برداری مفید باشد، اما احتمال کمتری دارد که در مسیریابی ایجاد مشکل کند. برای مثال، یک نقشه ممکن است پیچ‌های غیرواقعی به یک خیابان اضافه کند یا یک خیابان اصلی را به‌صورت یک کوچه باریک نمایش دهد، بدون اینکه موقعیت یا ارتباط آن با خیابان‌های دیگر تغییر کند. همچنین، خیابان تله ممکن است در نقطه‌ای نامشهود از نقشه قرار داده شود که احتمال مراجعه به آن بسیار کم است.
خیابان‌های تله به ندرت توسط ناشران تأیید می‌شوند. یکی از استثناهای قابل توجه، یک اطلس محبوب برای رانندگان در شهر آتن است که در صفحه اول جلدش هشداری دارد مبنی بر اینکه ناقضان احتمالی حق نشر باید مراقب خیابان‌های تله باشند.

## مسائل حقوقی
طبق قانون فدرال ایالات متحده، خیابان‌های تله مشمول حق تکثیر نیستند. در پرونده Nester's Map & Guide Corp. v. Hagstrom Map Co. (۱۹۹۲)، دادگاه فدرال ایالات متحده حکم داد که تله‌های حق نشر به خودی خود تحت حمایت قوانین حق نسخه‌برداری قرار نمی‌گیرند. دادگاه در این زمینه اظهار داشت:
«در نظر گرفتن «حقایق نادرستی» که در میان حقایق واقعی گنجانده شده و به‌عنوان واقعیت ارائه می‌شوند، به‌عنوان اثری دارای حق نسخه‌برداری، به این معنا خواهد بود که هیچ‌کس نمی‌تواند حقایق واقعی را بدون خطر بازتولید یک واقعیت نادرست و در نتیجه نقض حق نسخه‌برداری، کپی کند. اگر چنین قانونی وجود داشت، اطلاعات هرگز نمی‌توانست بازتولید یا به‌طور گسترده منتشر شود.» (Id. at 733)
در موردی دیگر، سازمان زمین سنگاپور از Virtual Map، یک ناشر آنلاین نقشه، به دلیل نقض حق نسخه‌برداری شکایت کرد. این سازمان در پرونده خود ادعا کرد که در نقشه‌هایی که سال‌ها قبل به Virtual Map ارائه کرده بود، عمداً اشتباهاتی گنجانده شده بود. با این حال، Virtual Map این ادعا را رد کرد و تأکید داشت که نقشه‌برداری را به‌صورت مستقل انجام داده است.

## ارجاعات فرهنگی
رمان علمی تخیلی دشمن نهایی (به انگلیسی: The Ultimate Enemy) نوشته فرد سیبرهاگن در سال ۱۹۷۹ شامل داستان کوتاهی با عنوان «نابودی انگکور آپیرون» (به انگلیسی: The Annihilation of Angkor Apeiron) است. در این داستان، یک فروشنده اجازه می‌دهد که پیش‌نویس نسخه‌ای از دایرةالمعارف کهکشانی به دست ماشین‌های جنگی بیگانه بیفتد. این امر باعث می‌شود که بیگانگان تصور کنند سیاره‌ای نزدیک آماده حمله است، در حالی که در واقع آن سیاره یک تله حق نشر است. این فریب، دشمنان را از جهان‌های مسکونی دور می‌کند و جان میلیون‌ها نفر را نجات می‌دهد.
در رمان کراکن نوشته چاینا میه‌ویل (۲۰۱۰)، خیابان‌های تله در کتاب London A-Z به‌عنوان مکان‌هایی به تصویر کشیده شده‌اند که موجودات جادویی شهر می‌توانند در آن‌ها زندگی کنند، بدون اینکه توسط افراد عادی شناسایی یا مزاحمتی برایشان ایجاد شود.
فیلم خیابان تله محصول ۲۰۱۳، مفهوم رایج خیابان تله را وارونه می‌کند. در این فیلم، خیابان تله نه یک خیابان جعلی در نقشه، بلکه خیابانی واقعی است که عمداً از نقشه‌ها حذف شده یا پنهان می‌شود. هر کسی که تلاش کند آن را شناسایی کرده و در اسناد عمومی ثبت کند، خود در تله گرفتار می‌شود.
در قسمتی از مجموعه دکتر هو در سال ۲۰۱۵ به نام «مواجهه با کلاغ» (به انگلیسی: Face the Raven)، خیابانی مخفی به تصویر کشیده شده که پناهجویان بیگانه در آن پناه گرفته‌اند. به دلیل وجود یک میدان روانی که باعث می‌شود ناظران به‌طور ناخودآگاه آن را نادیده بگیرند، افراد خارجی هنگام مشاهده آن در نقشه، آن را خیابان تله تلقی می‌کنند. در یکی از صحنه‌ها، شخصیت کلارا آسوُالد دربارهٔ مفهوم «خیابان تله» صحبت می‌کند. عنوان موقت این قسمت «خیابان تله» بود.